# Intrusion (film, 2015)
Pour les articles homonymes, voir Intrusion.
Pour plus de détails, voir Fiche technique et Distribution.
Intrusion (The Benefactor) est un film américain réalisé par Andrew Renzi, avec Richard Gere, Dakota Fanning et Theo James, sorti en 2015.

## Synopsis
Franny, un riche philanthrope (Richard Gere), se sent responsable de la mort de deux amis mariés, ce qui le conduit à s’immiscer dans la vie de leur fille (Dakota Fanning) et de son mari (Theo James). Leur amitié va s'obscurcir lorsque Franny commence à devenir obsédé par le couple. 

## Fiche technique
- Titre américain : The Benefactor
- Titre québécois : Le Bienfaiteur
- Titre de travail : Franny
- Titre français : Intrusion
- Réalisation et scénario : Andrew Renzi
- Photographie : Joe Anderson
- Montage : Matthew Rundell, Dean C. Marcial
- Musique : Danny Bensi et Saunder Jurriaans
- Décors : Kate Kennedy, Dane Wilson
- Costumes : Malgosia Turzanska
- Producteurs : Kevin Turen, Jay Schuminsky et Jason Michael Berman (en)
- Sociétés de production : Celerity Pictures et TideRock Media
- Société de distribution : Samuel Goldwyn Films (en)
- Pays d'origine :  États-Unis
- Lieu de tournage : Philadelphie
- Durée : 93 minutes
- Dates de sortie :
  -  États-Unis : 
    - 17 avril 2015 (Festival du film de Tribeca)
    - 15 janvier 2016 (sortie limitée et en VOD)

  -  France : 
    - 17 juin 2015 (Champs-Élysées Film Festival)
    - 18 janvier 2017 (en DVD)

## Distribution
- Richard Gere (VQ : Jean-Luc Montminy) : Franny
- Dakota Fanning (VQ : Claudia-Laurie Corbeil) : Olivia
- Theo James (VQ : Jean-François Beaupré) : Luke
- Clarke Peters : Dr Romano
- Brian Anthony Wilson (en) (VQ : Jean-François Blanchard) : Jesse
- Dennisha Pratt : Sharon
- Lyssa Robberts : Molly
- Roy James Wilson : Charlie
- Dylan Baker (VQ : Sylvain Hétu) : Bobby
- Matthew Daisher et Michael Daisher (VQ : Adam Moussamih) : Toby
- Cheryl Hines (VQ : Hélène Mondoux) : Mia

 Source et légende : version québécoise (VQ) sur Doublage.qc.ca